# Sonia Nimr
Sonia Nimr (en árabe: سونيا نمر sunia nimr) es una escritora y cuentacuentos palestina. Es miembro de la junta académica del Departamento de Filosofía y de Estudios Culturales de la Universidad de Birzeit, Palestina, donde también trabaja de profesora ayudante. Se doctoró en historia en la Universidad de Exeter, Reino Unido. Escribe cuentos populares en árabe coloquial y cuentos infantiles. Ganó el Premio Katara de Novela Árabe, así como también el Premio Etisalat de Literatura Infantil Árabe, en la categoría de literatura juvenil. Asimismo, fue nominada al Premio Hans Christian Andersen y al Premio Sheikh Zayed.

## Biografía
La doctora Nimr nació en Yenín el 1955, en el seno de una familia erudita y amante del aprendizaje. Su abuelo, Saïd Nimr, fue un pionero de la medicina en Palestina. Su padre fue ingeniero y su tío, Essam Nimr, participó en el primer alunizaje en la Luna con la nave Apolo 11. Su madre, que desde pequeña ya la animaba a leer relatos, fue la que más la alentó a seguir con su camino de escribir cuentos infantiles.
Sonia Nimr fue encarcelada en la primera prisión de mujeres israelí de Ayalon (anteriormente llamada Ramla) el año 1975, mientras cursaba el segundo año universitario, y permaneció en cárceles israelíes tres años, durante los cuales se empezó a interesar por escribir libros infantiles. Durante su estancia en la cárcel escribió sus dos primeros cuentos; sin embargo, más adelante fueron confiscados y no los volvió a reescribir. En el año 1990, volvió a ser detenida y permaneció un tiempo entre rejas. Después de ser liberada, el mismo año, viajó al Reino Unido y presentó una tesis doctoral especializada en historias orales en la Universidad de Exeter. Luego trabajó durante 20 años en el departamento de educación cultural del Museo de Londres, del que también fue responsable de educación.
Desde el 2006 ocupa un puesto como conferenciante y profesora ayudante en la Universidad de Birzeit en el Centro de Estudios Culturales.

## Obras
Publicó dieciséis libros infantiles, así como también una colección de cuentos de la mitología palestina y otra de libros populares, escritos en lengua coloquial simple. También obtuvo una beca para escribir literatura humorística y tradujo una gran variedad de libros.
Libros infantiles y juveniles
- 2002: Historia que empieza y termina con imaginación
- 2003: Un pequeño pedazo de tierra; coautora junto con Elizabeth Laird; recibió un gran reconocimiento (disponible en español)
- 2008: Ghaddar el Ghoul y otras historias palestinas; de cariz humorístico
- 2008:  La historia moderna de Palestina ilustrada; coautora junto con Saad Nimr
- 2011: Zallouta; coautora junto con Souad Naji 2011: Mukhtar Abu
- 2011: Deneen Kbar
- 2013: Viajes extraordinarios por tierras misteriosas; fue laureada con el primer puesto en el Premio Etisalat de Literatura Infantil Árabe, en la categoría de literatura juvenil (2014) (disponible en español)
- 2014: El rey de los cuentos
- 2016:  Los zapatos de Tamburi; coautora junto con Rasha Hamami
- 2017: El ave trueno

## Premios
- 2014: primer puesto en el Premio Etisalat de Literatura Infantil Árabe, en la categoría de literatura juvenil.
- 2017: nominada a la lista corta de la novena edición del Premio Etisalat del libro infantil. Es uno de los galardones más importante destinados a la literatura infantil del mundo árabe y también es de los más destacados.
- 2018: nominada al Premio Memorial Astrid Lindgren, también llamado «Nobel de la literatura infantil», que fue un antiguo galardón de la institución de literatura infantil del Gobierno sueco.
- 2019: nominada al premio Sheikh Zayed, para intelectuales y jóvenes emergentes.
- Nominada al Premio Hans Christian Andersen, mayor reconocimiento internacional para autores e ilustradores de libros infantiles, otorgado por la institución IBBY.